# Xã West Donegal, Quận Lancaster, Pennsylvania
Xã West Donegal (tiếng Anh: West Donegal Township) là một xã thuộc quận Lancaster, tiểu bang Pennsylvania, Hoa Kỳ. Năm 2010, dân số của xã này là 8.260 người.